# 도미산
도미산(일본어: 富山, とみさん)은 일본의 산으로, 지바현 미나미보소시에 있다. 보소 구릉에 속해 있는 산들 중 하나이다. 지금은 미나미보소 시의 일부인 구 "도미 정"은 이 산의 이름에서 따 온 것이다.
교쿠테이 바킨의 요미혼인 《남총리견팔견전》의 배경으로 나오는 곳이다. 동일본 여객철도 우치보 선의 이와이역에서 가까우며, 특급 《사자나미》 호의 일부 열차들도 이와이 역에 정차한다.